# Tricloruro di terbio
Il tricloruro di terbio, o cloruro di terbio(III), è un composto inorganico del terbio e del cloro con formula bruta TbCl3. Allo stato solido il tricloruro di terbio ha la struttura a strati di tipo del tricloruro di itterbio (YCl3). Il cloruro di terbio (III) forma frequentemente un esaidrato.

## Preparazione
L'esaidrato del tricloruro di terbio può essere ottenuto dalla reazione dell'ossido di terbio(III) e dell'acido cloridrico:
{\displaystyle {\ce {Tb2O3\,+\,6HCl\to 2TbCl3\,+\,3H2O}}}
Può anche essere ottenuto per reazione diretta degli elementi:
{\displaystyle {\ce {2Tb\,+\,3Cl2\to 2TbCl3}}}

## Proprietà
Il tricloruro di terbio è una polvere bianca igroscopica. Cristallizza in una struttura cristallina di bromuro di plutonio(III) ortorombica con gruppo spaziale Cmcm (gruppo nº 63). Può formare un complesso Tb(gly)3Cl3·3H2O con glicina.

## Applicazioni
Il tricloruro di terbio viene utilizzato nell'industria dei semiconduttori. L'esaidrato svolge un ruolo importante come attivatore dei fosfori verdi nei tubi TV a colori ed è utilizzato anche nei laser speciali e come drogante nei dispositivi a stato solido.

## Pericoli
Il tricloruro di terbio provoca iperemia dell'iride. Condizioni e/o sostanze da evitare sono: calore, acidi e fumi acidi.